# Vysjneve
Vysjneve (Oekraïens: Вишневе), is een stad in de oblast Kiev in Noord-Oekraïne.

## Geschiedenis
Vysjneve werd opgericht als een spoorwegstation genaamd "Zjuljany" in 1887 tijdens de bouw van een spoorweg. Tijdens de burgeroorlog in 1919 en de Tweede Wereldoorlog speelde het station een belangrijke rol in gevechten.
Na de Tweede Wereldoorlog breidde Vysjneve zich uit met nieuwe gebouwen en infrastructuur, wat leidde tot de status van een stedelijk-type nederzetting in 1960 en uiteindelijk een stadsstatus in 1971.

## Bevolking
Op 1 januari 2022 telde Vysjneve naar schatting 42.983 inwoners. De meest gesproken moedertaal in de stad is het Oekraïens.